# Ousmane Dembélé
Ousmane Dembélé (ur. 15 maja 1997 w Vernon) – francuski piłkarz malijskiego pochodzenia, występujący na pozycji napastnika we francuskim klubie Paris Saint-Germain oraz w reprezentacji Francji.
Złoty medalista Mistrzostw Świata 2018, srebrny medalista Mistrzostw Świata 2022 oraz uczestnik Mistrzostw Europy 2020.

## Kariera klubowa
Dembélé jest wychowankiem Stade Rennais. W maju 2016 został piłkarzem Borussii Dortmund. Po udanym sezonie 2016/2017 Dembélé zaczął wzbudzać zainteresowanie innych klubów. Ostatecznie w sierpniu 2017 podpisał pięcioletni kontrakt z FC Barceloną. W nowym klubie zadebiutował 9 września, zmieniając Gerarda Deulofeu w wygranym 5:0 ligowym meczu z RCD Espanyol, w którym zanotował asystę przy golu Luisa Suáreza. Pierwszą bramkę dla Barcelony strzelił 14 marca 2018 w wygranym 3:0 meczu Ligi Mistrzów UEFA z Chelsea. 17 kwietnia zanotował pierwsze ligowe trafienie, trafiając w meczu z Celtą Vigo (2:2).
12 sierpnia 2023 podpisał kontrakt z Paris Saint-Germain. Francuski klub kupił Dembélé z FC Barcelony za kwotę 50,4 miliona euro. W nowym klubie zadebiutował 19 sierpnia w meczu z Toulouse. 24 listopada strzelił swoją pierwszą bramkę dla francuskiego klubu, trafiając w wygranym 5:2 starciu przeciwko Monaco.

## Kariera reprezentacyjna
W reprezentacji Francji zadebiutował 1 września 2016 w wygranym 3:1 meczu przeciwko reprezentacji Włoch. Pierwszą bramkę dla reprezentacji strzelił 13 czerwca 2017 w wygranym 3:2 towarzyskim meczu przeciwko reprezentacji Anglii. Jest mistrzem świata z 2018.

## Statystyki

### Klubowe
(aktualne na 3 grudnia 2023)
| Klub                | Sezon              | Liga               | Liga  | Liga   | Puchar kraju | Puchar kraju | Puchar ligi | Puchar ligi | Europa | Europa | Inne  | Inne   | Suma  | Suma   |
| Klub                | Sezon              | Liga               | Mecze | Bramki | Mecze        | Bramki       | Mecze       | Bramki      | Mecze  | Bramki | Mecze | Bramki | Mecze | Bramki |
| ------------------- | ------------------ | ------------------ | ----- | ------ | ------------ | ------------ | ----------- | ----------- | ------ | ------ | ----- | ------ | ----- | ------ |
| Stade Rennais       | 2015/2016          | Ligue 1            | 26    | 12     | 2            | 0            | 1           | 0           | –      | –      | –     | –      | 29    | 12     |
| Stade Rennais       | Ogólnie            | Ogólnie            | 26    | 12     | 2            | 0            | 1           | 0           | 0      | 0      | 0     | 0      | 29    | 12     |
| Borussia Dortmund   | 2016/2017          | Bundesliga         | 32    | 6      | 6            | 2            | –           | –           | 10     | 2      | 1     | 0      | 49    | 10     |
| Borussia Dortmund   | 2017/2018          | Bundesliga         | 0     | 0      | 0            | 0            | –           | –           | 0      | 0      | 1     | 0      | 1     | 0      |
| Borussia Dortmund   | Ogólnie            | Ogólnie            | 32    | 6      | 6            | 2            | 0           | 0           | 10     | 2      | 2     | 0      | 50    | 10     |
| FC Barcelona        | 2017/2018          | Primera División   | 17    | 3      | 3            | 0            | –           | –           | 3      | 1      | –     | –      | 23    | 4      |
| FC Barcelona        | 2018/2019          | Primera División   | 29    | 8      | 4            | 2            | –           | –           | 8      | 3      | 1     | 1      | 42    | 14     |
| FC Barcelona        | 2019/2020          | Primera División   | 5     | 1      | 0            | 0            | –           | –           | 4      | 0      | –     | –      | 9     | 1      |
| FC Barcelona        | 2020/2021          | Primera División   | 30    | 6      | 6            | 2            | –           | –           | 6      | 3      | 2     | 0      | 44    | 11     |
| FC Barcelona        | 2021/2022          | Primera División   | 21    | 1      | 1            | 1            | –           | –           | 9      | 0      | 1     | 0      | 32    | 2      |
| FC Barcelona        | 2022/2023          | Primera División   | 25    | 5      | 2            | 2            | –           | –           | 6      | 1      | 2     | 0      | 35    | 8      |
| FC Barcelona        | Ogólnie            | Ogólnie            | 127   | 24     | 16           | 7            | 0           | 0           | 36     | 8      | 6     | 1      | 185   | 40     |
| Paris Saint-Germian | 2023/2024          | Ligue 1            | 13    | 1      | 0            | 0            | –           | –           | 5      | 0      | 0     | 0      | 18    | 1      |
| Paris Saint-Germian | Ogólnie            | Ogólnie            | 13    | 1      | 16           | 7            | 0           | 0           | 5      | 0      | 6     | 1      | 18    | 1      |
| Ogólnie w karierze  | Ogólnie w karierze | Ogólnie w karierze | 198   | 43     | 24           | 9            | 1           | 0           | 51     | 10     | 8     | 1      | 282   | 63     |

### Reprezentacyjne
(aktualne na 25 maja 2025)
| Reprezentacja | Rok     | Mecze | Bramki |
| ------------- | ------- | ----- | ------ |
| Francja       |         |       |        |
| 2016          | 3       | 0     |        |
| 2017          | 4       | 1     |        |
| 2018          | 14      | 1     |        |
| 2021          | 6       | 2     |        |
| 2022          | 8       | 0     |        |
| 2023          | 7       | 1     |        |
| 2024          | 11      | 1     |        |
| 2025          | 2       | 1     |        |
| Łącznie       | Łącznie | 55    | 7      |

## Sukcesy

### Borussia Dortmund
- Puchar Niemiec: 2016/2017

### FC Barcelona
- Mistrzostwo Hiszpanii: 2017/2018, 2018/2019, 2022/2023
- Puchar Króla: 2017/2018, 2020/2021
- Superpuchar Hiszpanii: 2018, 2022/2023

### Francja
Mistrzostwa świata
- Mistrzostwo: 2018
- Wicemistrzostwo: 2022

### Wyróżnienia
- Młody zawodnik roku Ligue 1: 2015
- Drużyna sezonu w Bundeslidze: 2016/2017[11]

## Odznaczenia
- Chevalier Legii Honorowej – nadanie 2018[12], wręczenie 2019[13][14]